# Čaa-Chol'
Čaa-Chol' (in russo Чаа-Холь? è un villaggio della Repubblica di Tuva, Russia, centro amministrativo del Čaa-Chol'skij kožuun. Aveva, nel 2021, una popolazione di 3 394 abitanti.
Durante il riempimento del bacino Sajano-Šušenskoe, il villaggio che si trovava nella zona alluvionale è stato spostato in una nuova posizione.